# Coreia do Norte nos Jogos Olímpicos de Verão de 1996
A Coreia do Norte participou dos Jogos Olímpicos de Verão de 1996 em Atlanta, Estados Unidos.